# Loki's weddenschap
Loki's weddenschap is de onredelijke eis dat een concept niet kan worden gedefinieerd en daarom niet kan worden besproken.
Volgens de Proza-Edda (Skáldskaparmál ch. 35), een boek met mythes in het Oudnoors, heeft Loki ooit een weddenschap gesloten met de dwerg Brok en zijn hoofd ingezet. Hij verloor en na een tijdje kwamen de dwergen om de inzet te claimen. Loki had er geen probleem mee zijn hoofd op te geven, maar stond erop dat ze absoluut geen recht hadden om een deel van zijn nek  te nemen. Alle betrokkenen bespraken de kwestie; bepaalde delen waren duidelijk hoofd, en bepaalde delen waren duidelijk nek, maar geen van beide partijen kon precies overeenkomen waar de ene eindigde en de andere begon. Dus Loki behield zijn hoofd voor onbepaalde tijd, hoewel de dwergen zijn lippen dichtnaaiden als straf voor het onderuit komen van de weddenschap via een lastig woordspel.

## Voorbeeld
Binnen de wetenschapsfilosofie gaat het demarcatieprobleem over hoe men wetenschap van pseudowetenschap onderscheidt. Boudry haalt aan dat wetenschap en pseudowetenschap niet zo scherp van elkaar te onderscheiden vallen, zoals de nek en het hoofd binnen Loki's weddenschap. Als demarcatiecriterium kan men bijvoorbeeld falsificatie gebruiken. Een vakgebied wordt volgens dit criterium als wetenschap beschouwd, indien het falsifieerbaar is. Astrologie is dan geen wetenschap en zal dat ook nooit worden. Maar ook de snaartheorie is momenteel niet falsifieerbaar.